# کارل هژمانک
کارل هژمانک (چکی: Karel Heřmánek) (زادهٔ ۱۷ اکتبر ۱۹۴۷ – درگذشتهٔ ۲۴ اوت ۲۰۲۴) بازیگر اهل جمهوری چک بود.
از فیلم‌ها یا برنامه‌های تلویزیونی که وی در آن نقش داشته‌است، می‌توان به استالینگراد، کلیا، مرد جوان و موبی دیک، رؤیاهای ممنوعه و سه شهریار اشاره کرد.